# A Man from the Future
A Man from the Future ist ein 45-minütiges Musikstück, mit dem Neil Tennant und Chris Lowe mit ihrem Elektropop-Duo Pet Shop Boys dem Mathematiker, Computerpionier und Codebrecher Alan Turing 60 Jahre nach dessen Tod ein Denkmal setzten. Der musikalische Nachruf wurde geschrieben für Erzähler, Chor, großes Orchester und elektronische Musik. Der Dresdner Komponist Sven Helbig trug die Umsetzung der Musik für Orchester und Chor bei.
Das Werk wurde am 23. Juli 2014 in der Royal Albert Hall in London von den Pet Shop Boys, dem BBC-Konzertorchester, dirigiert von Dominic Wheeler und den BBC-Singers in der Eröffnungsnacht der BBC-Late Night Proms uraufgeführt. Eine Kritikerin berichtete, die bewegenden und stark verdichteten Texte über Turing und die perfekte Harmonie zwischen Orchester und Computermusik hätten das Londoner Premierenpublikum begeistert.
Die Texte in dem Stück basieren auf dem Werk Alan Turing: The Enigma von Andrew Hodges, der mit Tennant und Lowe zusammenarbeitete.